# Scirpophaga bradleyi
Scirpophaga bradleyi là một loài bướm đêm trong họ Crambidae.